# Sikorsky S-61R
Le Sikorsky S-61R est un hélicoptère conçu et réalisé aux États-Unis à partir du célèbre Sea King. Il est optimisé spécialement pour les missions de transport aérien, de sauvetage en mer, et de soutien aux forces spéciales. Quelques exemplaires ont également été acquis pour des missions parapubliques, notamment pour le compte de forces de police.

## Historique

### Développement

#### Développement et industrialisation aux États-Unis
Développer sur fonds propres par le constructeur le Sikorsky S-61R visait aussi bien les marchés militaires que civils. C'est en 1961 que fut lancé l'étude de cet appareil. Le fuselage fut repensé, de manière à être sensiblement plus long et son intrados fut revu et corrigé. L'arrière de l'appareil fut également redessiné. Si sur la planche à dessin le S-61R était clairement issu du S-61 il en différait cependant sur bien des points.
Le premier vol de l'hélicoptère intervint en 1963. Rapidement l'US Air Force fit savoir qu'elle était intéressée par la machine pour des missions de transport et de soutien aux forces spéciales. Une commande fut passée pour 75 exemplaires sous la désignation de CH-3C. L'engagement américain au Vietnam changea un tout petit peu la donne ce qui obligea à porter la commande à 133 exemplaires.
Rapidement la seconde partie de la commande fut transformée de manière à donner naissance à une version plus puissante de l'appareil, désigné CH-3E dont dix exemplaires furent construits comme appareils de recherche et sauvetage sur zone de combat. Ceux-ci furent désignés HH-3E. Ils sont communément considérés comme les premiers véritables hélicoptères de CSAR, autrement dit de Recherche et sauvetage au combat (Combat Search and Rescue en anglais).
trois autres exemplaires du CH-3E furent optimisés pour le transport de hautes personnalités civiles et militaires sous la désignation de VH-3E. Enfin en 1966 une dizaine de CH-3E furent transformés en MH-3E, des appareils destinés au transport et au soutien des forces spéciales américaines.
Les HH-3E furent les premiers hélicoptères au monde dotés d'une perche de ravitaillement en vol.
Fort du succès du HH-3E, Sikorsky proposa à l'US Coast Guard son hélicoptère pour la mission de sauvetage en mer à long rayon d'action. Ces hélicoptères devaient alors pouvoir se placer dans l'arsenal des Garde-côtes américains entre le Sikorsky HH-52A Seaguard et l'amphibie Grumman HU-16 Albatross. L'appareil fut commandé à quarante exemplaires sous la désignation de HH-3F. Le premier fut livré en 1968.
Parallèlement Sikorsky continuait à développer son S-61R pour les marchés civils, et notamment celui des hélicoptères de transport œuvrant pour le compte des plateformes de forage en mer. Cela déboucha sur la création d'une version spécifique, le S-61N.

#### Développement sous licence en Italie
En 1973 l'Aeronautica Militare Italiana fit savoir qu'elle recherchait un nouvel appareil destiné au sauvetage en mer, à même de remplacer ses Grumman HU-16. Son dévolu se porta sur le S-61R, qu'elle commanda au standard du HH-3F de l'US Coast Guard. Cependant l'Italie demanda que l'hélicoptère soit produit sous licence par Agusta. Sa désignation devint donc Agusta-Sikorsky AS-61R. Si extérieurement pas grand chose ne le distinguait des appareils de l'US Coast Guard, mis à part la livrée, l'appareil pouvait être lourdement armé. En effet un poste de tir pour mitrailleuse multitube M134 fut installé à l'arrière de l'appareil, près de la porte.

### Engagements

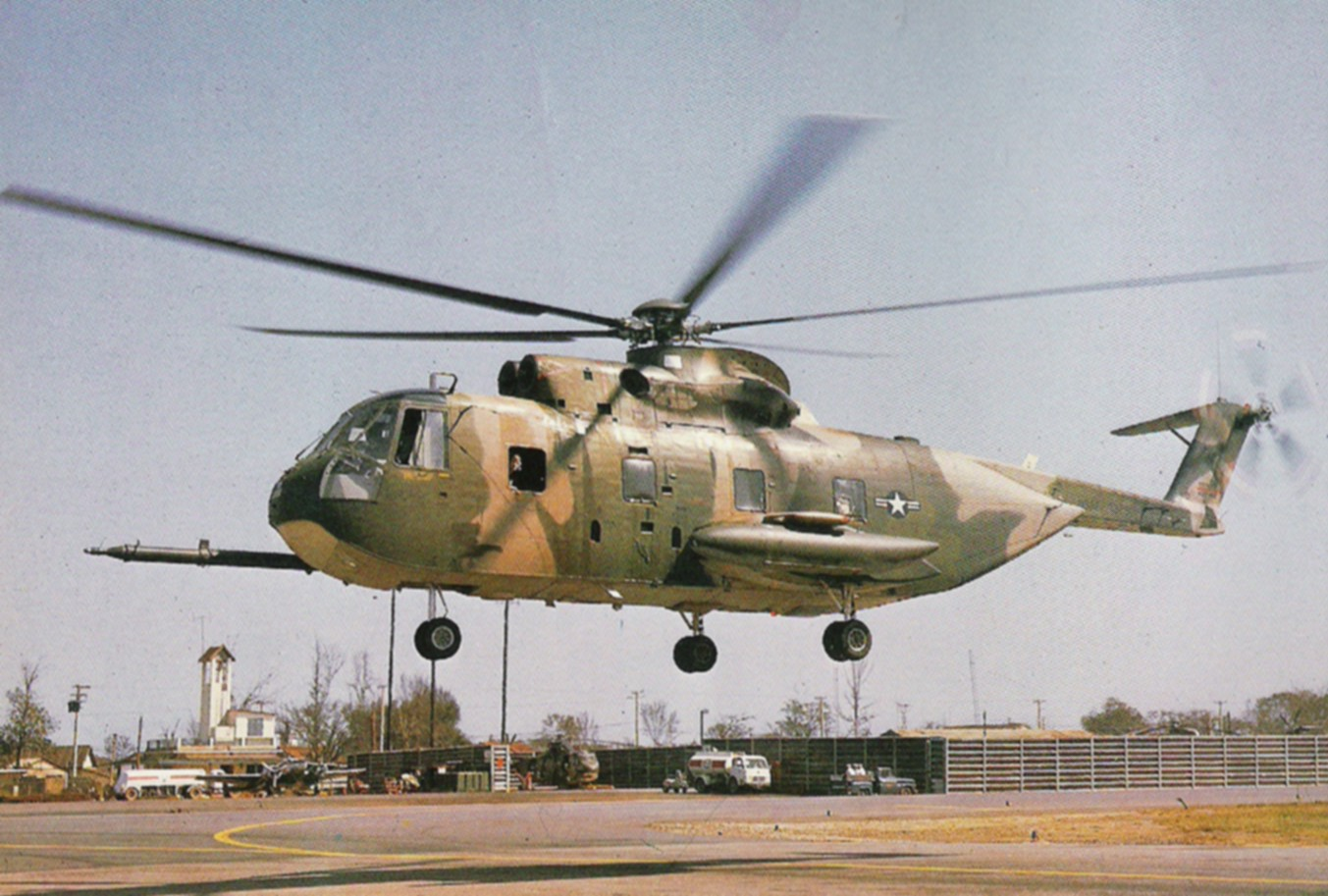
Sikorsky HH-3E Jolly Green Giant au Vietnam.

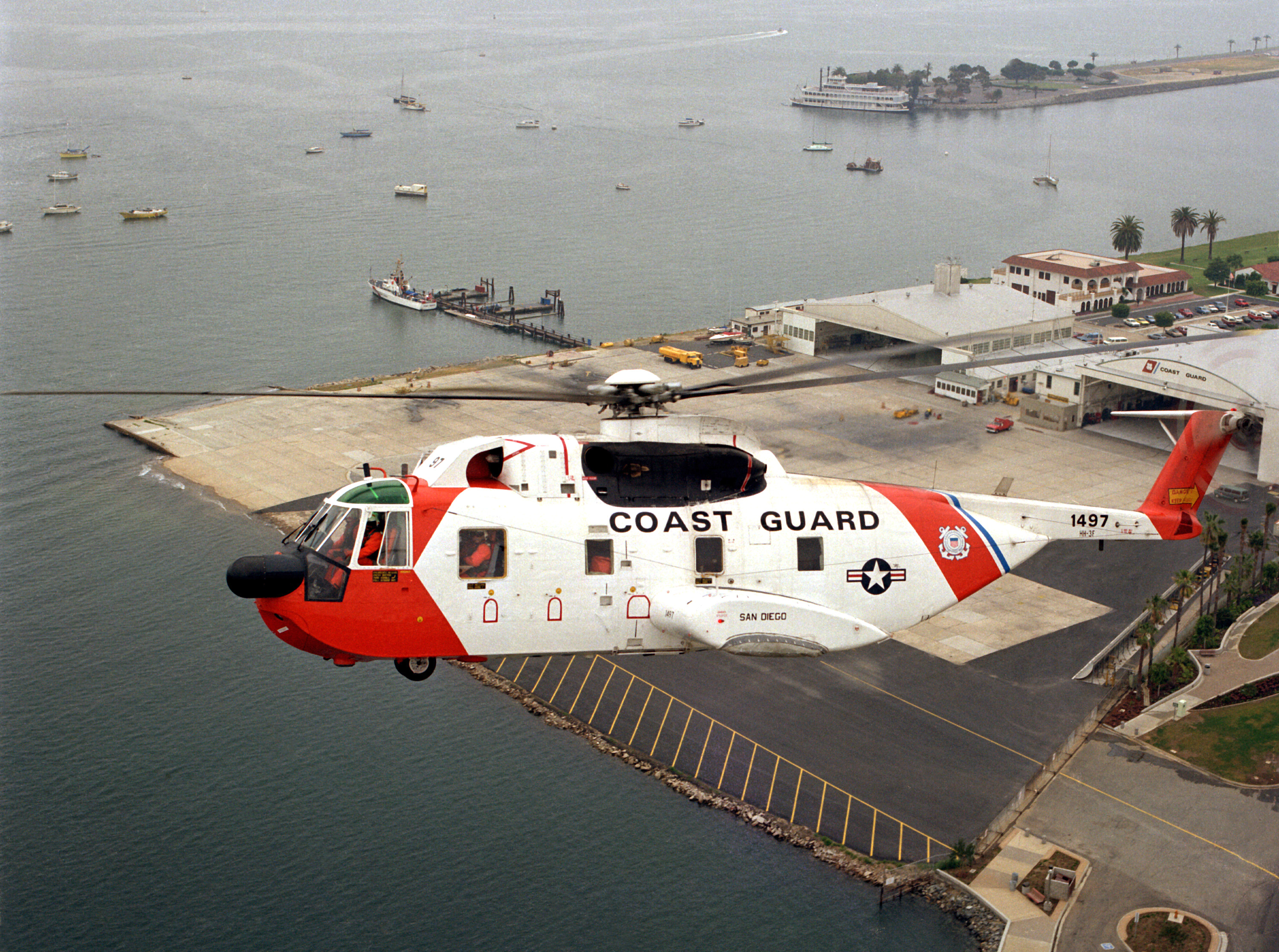
Sikorsky HH-3F Pelican de l'US Coast Guard basé à San Diego.

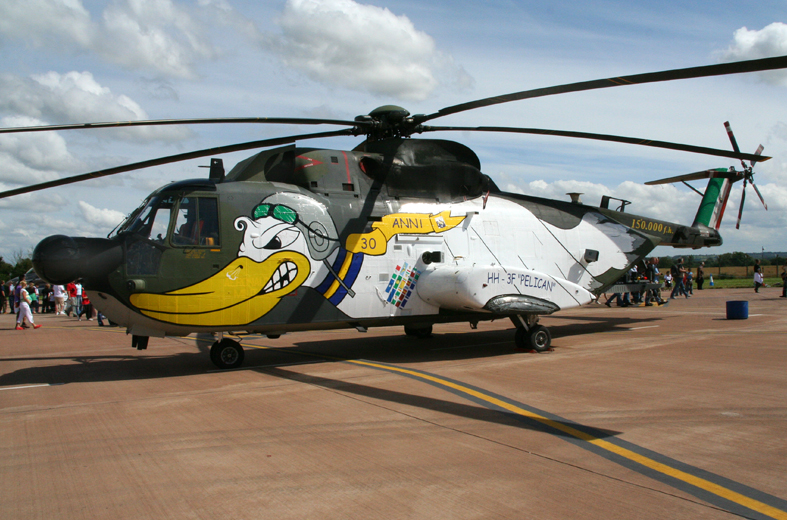
Agusta-Sikorsky AS-61R célébrant les trente ans de service de l'appareil en Italie en 2007.

#### Au sein de l'US Air Force
Utilisés principalement pour la récupération des pilotes et équipages dont l'avion ou l'hélicoptère avait été abattu, les Sikorsky CH-3E et HH-3E furent baptisés Jolly Green Giant par les militaires américains. De leurs côtés les CH-3C faisaient principalement du transport de fantassins, aux côtés des hélicoptères de l'US Army comme les Bell UH-1D et UH-1H ou encore les Sikorsky CH-34C. Ils furent également utilisés comme grues volantes, mais de manière épisodique seulement, les militaires américains privilégiant des machines comme le Sikorsky CH-54 ou encore le Vertol CH-47A Chinook.
Quelques CH-3E furent optimisés pour la récupération en mer des drones cibles comme le Ryan BQM-34 Firebee. Ils furent également mis à contribution des tests de missiles, et de manière plus confidentiel au service de la NASA pour la récupération des capsules spatiales et des équipages d'astronautes.
L'US Air Force utilisa ensuite ses CH-3E, HH-3E, et MH-3E en 1983 lors de l'invasion de la Grenade, en couverture d'autres hélicoptères. Cependant ces hélicoptères étaient déjà en voie d'obsolescence. Ils furent principalement utilisés pour des missions de soutien logistique. 
Finalement l'aviation militaire américaine retira du service ses derniers CH-3E et HH-3E en 1992, procédant à leur remplacement par des Sikorsky HH-60G.

#### Au sein de l'US Coast Guard
Les HH-3F, baptisés Pelican, furent principalement utilisés pour le sauvetage en mer lointain et le transport. Toutefois à l'instar des appareils de l'US Air Force les HH-3F pouvaient remplir des missions de récupération des capsules et équipages de la NASA.
Lors du retrait du service des Grumman HU-16 une partie de leurs missions leur fut dévolues, les Dassault HU-25 Guardian ne pouvant réaliser de sauvetage en mer. Cependant la taille et la masse relativement élevées du Pelican lui interdisait l'accès aux plates-formes des navires de faible tonnage. Ils ne pouvaient donc opérer qu'à partir des cutter et des brise-glaces assez gros pour les accueillir.
Les HH-3F Pelican furent finalement retirés du service en 1991, les remplaçant par des Sikorsky HH-60J Jayhawk.

#### Au sein de l'Aeronautica Militare Italiana
Principalement utilisés pour les missions de sauvetage en mer et d'évacuation sanitaire les Agusta-Sikorsky AS-61R ou HH-3F furent également optimisés dès 1980 pour le soutien aux forces spéciales italiennes. Un de ces appareils a notamment été rattaché spécialement aux unités antiterroristes du ROS.
Lors des conflits en ex-Yougoslavie l'Aeronautica Militare Italiana fit appel à ses AS-61R pour des missions de C-SAR. Ils furent principalement utilisés depuis l'aéroport international de Sarajevo lorsque celui-ci fut placé sous autorité militaire française.
Par la suite lors des frappes aériennes de la guerre du Kosovo les AS-61R prirent l'alerte depuis le porte-avions Garibaldi pour d'éventuels missions C-SAR.
Par la suite l'Italie engagea ces hélicoptères pour des missions de transport d'assaut lors de la guerre d'Afghanistan. Leur retrait du service à lieu le 26 septembre 2014 au profit du NH90 NFH et du AgustaWestland AW139. Ils ont effectués 185 000 heures de vol et sauvés 7 000 personnes.

#### Au sein des autres utilisateurs
Si l'Argentine a utilisé au moins un de ses S-61R pour le transport de son président, et ce jusqu'en 1999, il faut remarquer qu'un autre le fut pour des missions à caractère scientifique, notamment en Antarctique. 
La Tunisie a été le plus récent des acheteurs militaires du S-61R. En effet huit appareils, d'anciens CH-3E et HH-3E de l'US Air Force, ont été reçus en 1988. Lors de la révolution de jasmin en 2010/2011 il semble que des appareils de ce type aient été utilisés pour du transport de troupe.

## Utilisateurs

### Utilisateurs civils & parapubliques
- États-Unis

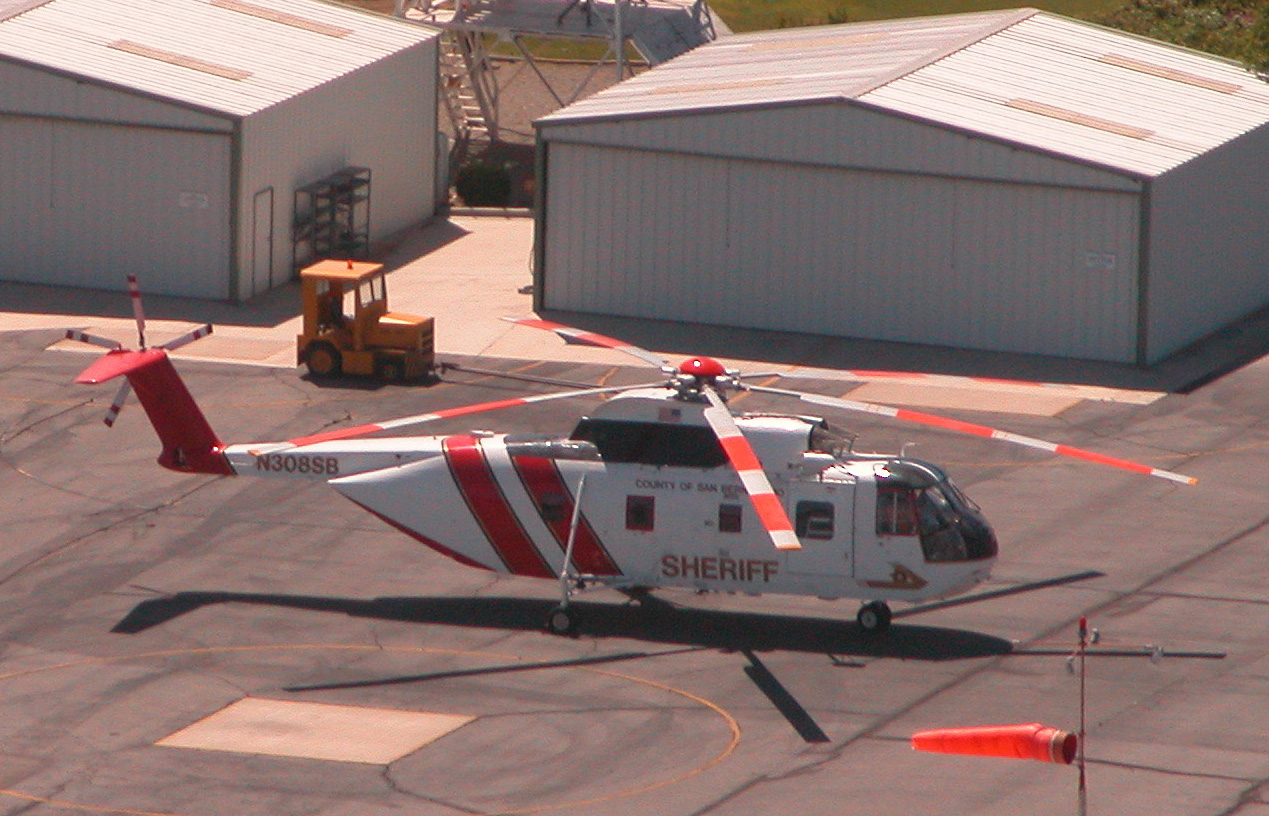
Sikorsky S-61R du bureau du shérif du comté de San Bernardino.

  - Bureau du shérif du comté de San Bernardino.
  - Carson Helicopters.
  - Evergreen International Aviation.
- Royaume-Uni
  - Bristow Helicopters[4].

### Utilisateurs militaires

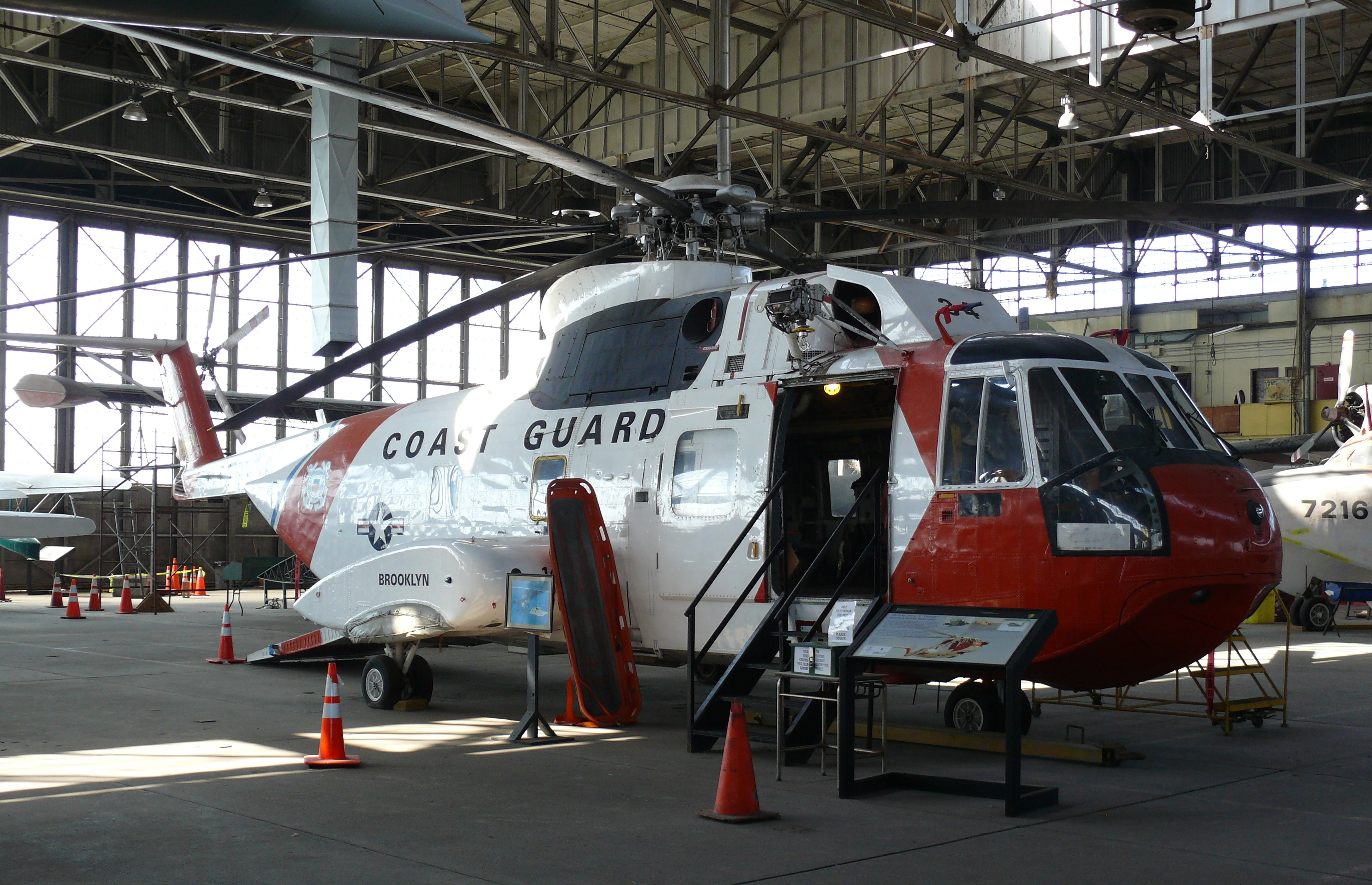
Sikorsky HH-3F Pelican de l'US Coast Guard.

- Argentine
  - Fuerza Aérea Argentina.
- États-Unis
  - United States Air Force.
  - United States Coast Guard.
- Italie
  - Aeronautica Militare Italiana.
- Tunisie
  - Armée de l'air tunisienne.

## Aspects techniques

### Description
Le Sikorsky S-61R est un hélicoptère bimoteur propulsé par deux turbomoteurs General Electric d'une puissance nominale de 1 500 chevaux entraînant un rotor principal à cinq pales et un rotor anticouple comportant le même nombre de pales. Le S-61R dispose d'un train d'atterrissage tricycle semi-rétractable. Son cockpit est du type biplace côte à côte et sa cabine permet l'accueil d'un maximum de 28 passagers. Son fuselage est principalement usiné en métal.

### Versions

#### Versions civiles
- Sikorsky S-61R : Version agrandie du S-61.
  - Agusta-Sikorsky AS-61R : Version produite sous licence italienne du S-61R.

#### Versions militaires
- Sikorsky CH-3C Sea King : Version militaire de base du S-61R destinée à l'US Air Force.
- Sikorsky CH-3E Jolly Green Giant : Version militaire améliorée du S-61R destinée à l'US Air Force.
  - Sikorsky HH-3E Jolly Green Giant : Version militaire spécialisée dans le sauvetage en mer, dérivée du CH-3E et destinée à l'US Air Force.
  - Sikorsky MH-3E Jolly Green Giant : Version militaire spécialisée dans le soutien aux forces spéciales, dérivée du CH-3E et destinée à l'US Air Force.
  - Sikorsky VH-3E Jolly Green Giant : Version militaire spécialisée dans le transport de hautes personnalités civils et militaires, dérivée du CH-3E et destinée à l'US Air Force.
- Sikorsky HH-3F Pelican : Version militaire améliorée du S-61R spécialisée dans le sauvetage en mer, dérivée du CH-3E et destinée à l'US Coast Guard.

### Développements liés
- Sikorsky SH-3 Sea King
- Sikorsky CH-53 Sea Stallion

### Hélicoptères similaires
- Sud-Aviation SA321 Super Frelon
- Mil Mi-8